# Antocha (Proantocha) spinifer
Antocha (Proantocha) spinifer is een tweevleugelige uit de familie steltmuggen (Limoniidae). De soort komt voor in het Palearctisch gebied.